# Yismaw Dillu
Yismaw Dillu (11 settembre 2005) è un mezzofondista etiope.

## Biografia
Ha partecipato ai Mondiali del 2023 nei 10000 m piani, ritirandosi a pochi giri dal termine della gara.

## Palmarès
| Anno | Manifestazione    | Sede     | Evento         | Risultato | Prestazione | Note |
| ---- | ----------------- | -------- | -------------- | --------- | ----------- | ---- |
| 2023 | Mondiali di cross | Bathurst | Corsa juniores | 15º       | 25"46"      |      |
| 2023 | Mondiali di cross | Bathurst | A squadre      | Argento   | 23 p.       |      |
| 2023 | Mondiali          | Budapest | 10000 m piani  | dnf       | dnf         |      |
| 2024 | Mondiali di cross | Belgrado | Corsa juniores | 4º        | 22'48"      |      |
| 2024 | Mondiali di cross | Belgrado | A squadre      | Argento   | 21 p.       |      |